# Pyszczkowiak leśny
Pyszczkowiak leśny, pyszczkowiak argentyński (Oxymycterus paramensis) – gatunek ssaka z podrodziny bawełniaków (Sigmodontinae) w obrębie rodziny chomikowatych (Cricetidae).

## Zasięg występowania
Pyszczkowiak leśny występuje w andyjskim Altiplano od południowego Peru i zachodniej-środkowo oraz środkowo-południowej Boliwii po północno-zachodnią Argentynę.

## Taksonomia
Gatunek po raz pierwszy zgodnie z zasadami nazewnictwa binominalnego opisał w 1902 roku brytyjski zoolog Oldfield Thomas nadając mu nazwę Oxymycterus paramensis. Holotyp pochodził z Choquecamaty, na wysokości 4000 m, w departamencie Cochabamba, w Boliwii. 
Taksonomia O. paramensis jest słabo poznana. Autorzy Illustrated Checklist of the Mammals of the World uznają ten takson za gatunek monotypowy.

### Etymologia
- Oxymycterus: gr. οξυς oxus „ostry, spiczasty”; μυκτηρ muktēr, μυκτηρος muktēros „pysk, nos”, od μυκτεριζω mukterizō „kręcić nosem”[10].
- paramensis: Paramos, Cochabamba, Boliwia[2].

## Morfologia
Długość ciała (bez ogona) 105–160 mm, długość ogona 75–124 mm, długość ucha 15–23 mm, długość tylnej stopy 25–32 mm; masa ciała 41–87 g.

## Ekologia
Zwierzę lądowe.

## Status i zagrożenia
Status w IUCN oceniono jako najmniejszych, gdyż nie ma większych zagrożeń dla tego gatunku i wydaje się, że dobrze przystosowuje się do naruszonych przez człowieka obszarów{; występuj również w wielu obszarach chronionych. Na obszarze jego występowania istnieje wylesianie i nadmierny wypas, jednak ewentualne skutki utraty siedlisk i rekonfiguracji na populacje tego gatunku są nadal nieznane.